# Schinduc
Schinducul este o plantă erbacee din familia umbeliferelor, cu flori albe-verzui, cu fructele ovale, aromatice.
Se găsește în masivul Ceahlău fiind adusă de la muntele Atos. Are proprietăți curative deosebite fiind folosită sub formă de produs macerat în țuică tare de prune, și ca energizant pentru călugării aflați în posturi prelungite.
Se deosebește ușor de alte plante otrăvitoare prin mirosul cu tentă de pătrunjel.
Atenție a nu se confunda schinducul cu schinduful.